# Vexhi Buharaja
Vexhi Buharaja (ur. 12 maja 1920 w Beracie, zm. 5 lipca 1987 tamże) – albański poeta, mediewista, orientalista, epigrafik, tłumacz z języka osmańskiego i perskiego.
Był odpowiedzialny za przetłumaczenie na język albański dokumentów Imperium Osmańskiego oraz klasycznych dzieł literatury perskiej.

## Życiorys
Ukończył szkołę podstawową w Beracie. Studiował w tirańskiej medresie; podczas studiów publikował dla czasopisma Kultura Islame, a w 1940 roku pełnił funkcję redaktora tegoż czasopisma. Współpracował również z wydawnictwami Njeriu oraz Tomori i Vogël oraz był zapraszany do tirańskich meczetów, gdzie wygłaszał kazania w kwestiach religijnych i społecznych. Ze względu na działania wojenne, w 1944 roku opuścił Tiranę i wrócił do Beratu, gdzie przez krótki czas pracował jako referent w lokalnym domu kultury. Podczas II wojny światowej jego rodzina udzielała pomocy ludności żydowskiej.
W 1946 roku został aresztowany za antyrządową propagandę i skazany na 8 lat pozbawienia wolności; w niewoli nauczył się języka rosyjskiego, a po wyjściu na wolność podejmował się ciężkich prac fizycznych, następnie pracował jako nauczyciel języka rosyjskiego. W 1965 roku został przyjęty na do Instytutu Historii w Tiranie; przetłumaczył na język albański łącznie około 300 osmańskich inskrypcji pochodzących z okresu od XV do XX wieku.
W maju 1975 roku został zwolniony z instytutu i wrócił do Beratu, gdzie pracował jako barber; zmarł dnia 5 lipca 1987 roku. Przekłady Buharai zostały przywłaszczone przez innych pracowników danego instytutu.
Znał języki perski, arabski, osmański, turecki, angielski, francuski, włoski, rosyjski, niemiecki i łaciński.

## Wybrane poezje[3]
- Çudit’ e fshatit tim
- Dua të jem flutur
- Manushaqja
- Përpara Tomorit
- Poeti
- Shiu

## Prace naukowe
- Mbishkrimet turko-arabe në vendin tonë si dëshmi historike (1969)[5]

## Tytuły i upamiętnienia
W 1993 roku został pośmiertnie honorowym obywatelem Beratu, a 20 grudnia tegoż roku uhonorowano go tytułem Nauczyciela Ludu.
6 lipca 1994 roku biblioteka w Beracie została nazwana imieniem Vexhiego Buharai. Na jego cześć nazwano również medresę w Beracie.
Vexhiemu Buharai poświęcono trzy książki: Vexhi Buharaja-Njeriu, poeti, dijetari (1995) autorstwa Ahmeta Kondo, Vexhi Buharaja pa mite e mjegull (2008) autorstwa Yzedina Himy, trzecia o tytule وجیه‌ بخارائی‌: انسان‌، شاعر، دانشمند 1920-1987 została wydana przez Ambasadę Iranu w Tiranie; wspomniano go również w publikacji Antologjia e Krimit Komunist z 2006 roku.

## Życie prywatne
Miał córkę Myzejeni.